# Jamalo-Nenško avtonomno okrožje
Jamalo-Nenško avtonomno okrožje (JaNAO; rusko Яма́ло-Не́нецкий автоно́мный о́круг (ЯНАО), latinizirano: Jamalo-Neneckij Avtonomnij Okrug (JaNAO); nenško Ямалы-Ненёцие автономной ӈокрук, latinizirano: Jamali-Nenjocije avtonomnoj ŋokruk) ali Jamalija (rusko Ямалия) je federalni subjekt Rusije in avtonomno okrožje Tjumenske oblasti. Njegov upravni center je v Salehardu, njegovo največje mesto pa je Novi Urengoj. Po popisu prebivalstva leta 2021 je imelo 510.490 prebivalcev.
Avtonomno okrožje meji na vzhodu na Krasnojarski okraj, na jugu na Hanti-Mansijsko avtonomno okrožje in na zahodu na Nenško avtonomno okrožje ter republiko Komi.
Zahodnosibirsko nižavje je največje nahajališče nafte in zemeljskega plina na svetu in obsega območje okrog 2,2 mio km2 ter je tudi največji federalni subjekt po proizvodnji nafte in plina v Rusiji. Po podatkih Novateka predstaljajo plinske rezerve v okrožju 80 % vseh ruskih rezerv zemeljskega plina in 15 % svetovnih rezerv. Leta 2020 je Jamal proizvedel 20 % vsega ruskega zemeljskega plina, kar naj bi se do leta 2030 povčalo na 40 %.
Nenški ljudje so avtohtono pleme, ki živi na tem območju že dolgo. Ukvarjajo se z lovom in nabiralništvom, vključno z lovom na polarne medvede, praksa, ki se nadaljuje do dandanašnjih dni.
Območje prekrivata arktična tajga in tundra, na njem pa so trije veliki polotoki: Jamal, Taz in Gidan. V okrožju je skoraj 300.000 jezer.
Skozi okrožje teče Ob, ki se izliva v Karsko morje.

## Zgodovina
Okrožje je bilo ustanovljeno 10. decembra 1930.